# Co to konia obchodzi?
Pour plus de détails, voir Fiche technique et Distribution.
Co to konia obchodzi?  est un film polonais réalisé par Grażyna Popowicz, sorti en 1989. Le titre vient d'un adage polonais Co to konia obchodzi że się wóz przewrócił? (De quoi se fiche le cheval quand la charrette s'est renversé?)

## Synopsis
Le film présente de façon grotesque la réalité de la fin de la République populaire de Pologne, pleine d'absurdes, de désordre et de manque de responsabilité. Un groupe de 7 hommes transporte un transformateur de Szczecin à Przemyśl. L'entreprise est mal préparée. Le camion ne passe pas sous un  viaduc. Les ouvriers décident de démonter les pavés afin de franchir l'obstacle. Après l'avoir traversé ils rencontrent avec stupeur un camion transportant un transformateur identique de Przemyśl à Szczecin

## Fiche technique
- Titre original : Co to konia obchodzi
- Réalisation : Grażyna Popowicz

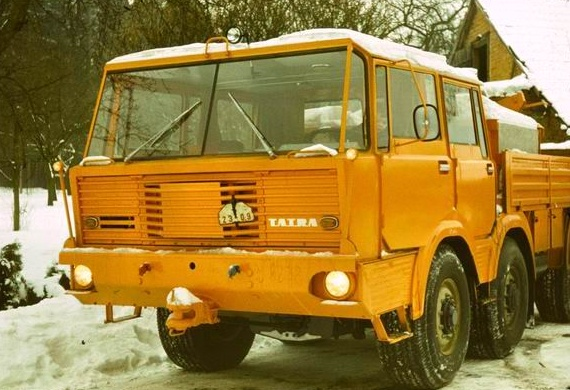
Tatra 813 ayant servi au transport du transformateur

- Scénario : Grażyna Popowicz, Andrzej Otrębski
- Musique : Przemysław Gintrowski
- Photographie : Julian Szczerkowski
- Montage : Bogumiła Grzelak
- Décors : Roman Wołyniec
- Costumes: Małgorzata Obłoza
- Société de production : Centralna Wytwórnia Programów i Filmów Telewizyjnych Poltel
- Pays d'origine :  Pologne
- Langues originales : polonais
- Genre : Comédie
- Format : couleur
- Durée : 48 minutes
- Dates de sortie : 26 février 1989

## Distribution
- Marek Bargiełowski : le chef de convoi
- Bogusz Bilewski : Alojzy, "l'amant"
- Andrzej Grabarczyk : "le Silésien"
- Wojciech Machnicki : Karol
- Kazimierz Kaczor : "le ferrailleur"
- Paweł Nowisz : le chauffeur de camion
- Wiesław Bednarz : "l'étudiant"
- Zdzisław Wardejn : monsieur Kazio, le projectionniste de cinéma ambulant
- Mariusz Gorczyński : l'ivrogne